# Gioia del Colle Primitivo riserva
Il Gioia del Colle Primitivo riserva è un vino DOC la cui produzione è consentita nella città metropolitana di Bari.

## Caratteristiche organolettiche
- colore: rosso tendente al violaceo e all'arancione con l'invecchiamento
- odore: aroma leggero e caratteristico
- sapore: gradevole pieno armonico, tendente al vellutato con l'invecchiamento

## Produzione
Provincia, stagione, volume in ettolitri
- nessun dato disponibile